# Bennwihr
Bennwihr är en kommun i departementet Haut-Rhin i regionen Grand Est (tidigare regionen Alsace) i nordöstra Frankrike. Kommunen ligger i kantonen Kaysersberg som tillhör arrondissementet Ribeauvillé. År 2022 hade Bennwihr 1 335 invånare.

## Befolkningsutveckling
Antalet invånare i kommunen Bennwihr
| Referens: INSEE |